# 达恩附近菲施巴赫
达恩附近菲施巴赫是德国莱茵兰-普法尔茨州的一个市镇。总面积32.88平方公里，总人口1577人，其中男性759人，女性818人（2011年12月31日），人口密度48人/平方公里。